# Tangomagia
Tangomagia was een jaarlijks internationaal tango-evenement in Amsterdam.

## Geschiedenis
Het festival werd tussen kerst en oud-en-nieuw gehouden. Het eerste festival was in 1998. In 2007 is het uitgebreid tot 5 dagen. Het merendeel van de bezoekers komt uit het buitenland. Het is de ideale gelegenheid voor tangodansers om elkaar te ontmoeten. Tangomagia behoorde tot de grootste tangofestivals in Europa en heeft nog steeds internationale bekendheid. In 2010 werden 30 nationaliteiten verwacht. Voor het festival werden veelal Argentijnse maestro's en orkesten binnengevlogen die optredens en concerten geven, 's avonds tijdens de salons (milonga's). Overdag geven zij workshops. 'S middags is er een tango-café waar de mensen na de workshop het geleerde in de praktijk kunnen brengen. De gedraaide muziek op het festival is grotendeels traditioneel. 
Initiatiefnemer, artistiek leider en bedenker van het festival was Marijke de Vries.
Sinds 2019 heeft de Dutch Tangoweek Foundation de rol als belangrijkste festival voor Argentijnse tango in Nederland overgenomen.

## Locaties
In 2010 werd gebruikgemaakt van het Science Park Amsterdam (voor de workshops), de Kompaszaal en Hotel Arena voor de tangocafés en de De Duif en de Melkweg en ook de Kompaszaal en Hotel Arena voor de salons. Het festival heeft door de jaren heen op diverse locaties plaatsgevonden, waaronder meermalen in de Beurs van Berlage, in het Muziekgebouw aan 't IJ; en de eerste editie vond plaats in de legendarische RoXY.
In 2013 stond het festival in het teken van 'verbinding'. De meeste milongas vinden rondom het IJ plaats. Het festival start in de Kompaszaal met de openingssalon. Via het Muziekgebouw aan 't IJ en Dansmakers aan het IJ eindigt het festival in 2013 in De Duif. Dit was tevens de laatste editie. Het festival is in 2014 failliet verklaard.